# Verbundbergwerk Pörtingssiepen/Carl Funke
Das Verbundbergwerk Pörtingsiepen/Carl Funke war ein Steinkohlen-Bergwerk in Essen.
Es entstand 1967 durch Vereinigung der Zechen Carl Funke und Zeche Vereinigte Pörtingsiepen der Mannesmann AG. Das Grubenfeld erstreckte sich nördlich und südlich des Baldeneysees unter den heutigen Essener Stadtteilen Heisingen, Heidhausen und Fischlaken und dehnte sich östlich bis nach Dahlhausen aus.
Es umfasste die Förder- und Seilfahrtschachtanlagen Carl Funke 1/2 und Vereinigte Pörtingsiepen 2, sowie die Seilfahrt- und Wetterschachtanlagen Carl Funke 3 (ehemals Prinz Friedrich), Carl Funke 4, Carl Funke 5 (ehemals Altendorf 2), Carl Funke 6 (ehemals Dahlhauser Tiefbau 2),  Gottfried Wilhelm 1 und 2 sowie Pörtingsiepen 3. Weiterhin wurde auf Carl Funke 1/2 und auf Pörtingsiepen eine Brikettfabrik betrieben.
Die Förderung des Verbundbergwerkes betrug jährlich 1,2 Millionen Tonnen Anthrazitkohle.
1968 wurde das Bergwerk in die Ruhrkohle AG übernommen und der Bergbau AG Essen zugeordnet.
Die Mannesmann AG hatte geplant, durch den Verbund der Zechen ihr langfristiges Überleben zu sichern. Doch der Gesamtanpassungsplan der Ruhrkohle AG erforderte die Stilllegung aller kleineren Anthrazitförderanlagen zur Konzentration auf die leistungsfähige Anthrazitzeche Niederberg. Hierdurch sollte auch die angespannte Absatzsituation für Hausbrandprodukte kompensiert werden.
Daher wurde die Stilllegung des Verbundbergwerks Pörtingsiepen/Carl Funke für das Geschäftsjahr 1972/1973 beschlossen.
1972 erfolgte die Aufgabe des Ostfeldes (Stilllegung Förderung und Brikettfabrik Pörtingsiepen zum 30. Dezember 1972). Am 30. April 1973 wurde auf dem Verbundbergwerk die letzte Schicht gefahren. Die Brikettfabrik Carl Funke produzierte noch bis zum 30. März 1975 unter Verwendung eingelagerter Feinkohlen der Zeche Niederberg.
Der weitere Verbleib und heutige Zustand der Schachtanlagen ist unter den jeweiligen Artikeln ersichtlich.